# Bamwe jezik
Bamwe jezik (ISO 639-3: bmg), jedan od sjeverozapadnih bantu jezika u zoni C kojim govori oko 20 000 ljudi (1983 popis) u DR Kongoanskoj provinciji Equateur u selima Moniongo, Libobi, Likata, Mondongo, Lifunga, Bomole, Lokutu i Botunia, što se nalaze između Limpoko i Sombe. Seoski dijalekti su međusobno razumljivi. 
Srodan je jezicima dzando [dzn] i ndolo [ndl] s kojima pripada poskupini bangi-ntomba (C.40). U upotrebi je i lingala [lin], 

## Vanjske poveznice
- Ethnologue (14th)
- Ethnologue (15th)